# Joy Crookes
Joy Elizabeth Akther Crookes (Lambeth, 9 ottobre 1998) è una cantante britannica.

## Biografia
D'origine bengalese-irlandese e cresciuta nella zona sud di Londra, la sua carriera musicale ha avuto inizio all'età di 17 anni, quando nel febbraio 2016, ha pubblicato il suo singolo di debutto New Manhattan. Nel luglio 2017 è uscito il suo EP di debutto intitolato Influence, edito dalle etichette Speakerbox e Insanity Records (spin off della Sony Music UK). Successivamente nel gennaio 2019 ha pubblicato il suo secondo EP, Reminiscence.
A maggio 2019 si è esibita sull'Introducing Stage al Big Weekend di BBC Radio 1, per poi a giugno pubblicare il suo terzo EP, Perception; nello stesso mese si è esibita al Festival di Glastonbury, per poi intraprendere a ottobre 2019 una tournée a livello europeo. Il suo debutto televisivo è avvenuto 
nel novembre 2019, quando si è esibita con il singolo Early con Jafaris all'interno del programma Later... with Jools Holland su BBC Two; inoltre nello stesso periodo, ha avuto un piccolo ruolo nella serie TV irlandese Other Voices. Nel 2020 è stata candidata ai Brit Awards nella categoria Rising Star e si è classificata quarta al Sound of....
Nel giugno 2021 ha pubblicato il singolo Feet Don't Fail Me Now, primo estratto dal suo primo album in studio Skin, uscito il 15 ottobre 2021 e piazzatosi al quinto posto nella classifica musicale britannica. Nello stesso anno ha ricevuto una nomination agli MOBO Awards 2021 come Best Newcomere tre agli UK Music Video Awards, dove ha vinto due premi; inoltre nel contest organizzato da BBC Radio 1 Hottest Record of the Year, il suo singolo When You Were Mine è arrivato secondo. Nel 2022 riceve due candidature ai Brit Awards e una ai Mercury Prize, partecipando nuovamente al Festival di Glastonbury.

## Discografia

### Album
- 2022 – Skin

### EP
- 2017 – Influence
- 2019 – Reminiscence
- 2019 – Perception

## Premi e riconoscimenti
- Brit Awards
  - 2020 – candidatura Rising Star
  - 2022 – candidatura Best New Artist e Best Pop/R&B Act
- Mercury Prize
  - 2022 – candidatura Album of the Year
- MOBO Awards
  - 2021 – candidatura Best Newcomer